# Zagrebački ŠK
Zagrebački športski klub (ZŠK) osnovan je 1922. godine pod imenom Športski klub Južne željeznice. 
Ime je dobio po Južnim željeznicama. Njihovi su namještenici i radnici bili osnivači kluba.
Klub su osnovali Branko Višnjić i Janko Pirjevac. Naziv kluba promijenjen je 1925. godine. Početkom studenog 1932. godine prestao je postojati ujedinivši se s HŠK Uskokom.

## Natjecanje i uspjesi
Bio je nižerazredni klub Zagrebačkog nogometnog podsaveza. U sezoni 1928./29. bio je doprvak 3. razreda Prvenstva Zagreba. Posljednju natjecateljsku utakmicu prije ujedinjenja s Uskokom odigrao je 30. listopada 1932. godine protiv Meteora (1:3) u 3. razredu Prvenstva Zagreba 1932./33.